# Манн, Ипполит Александрович

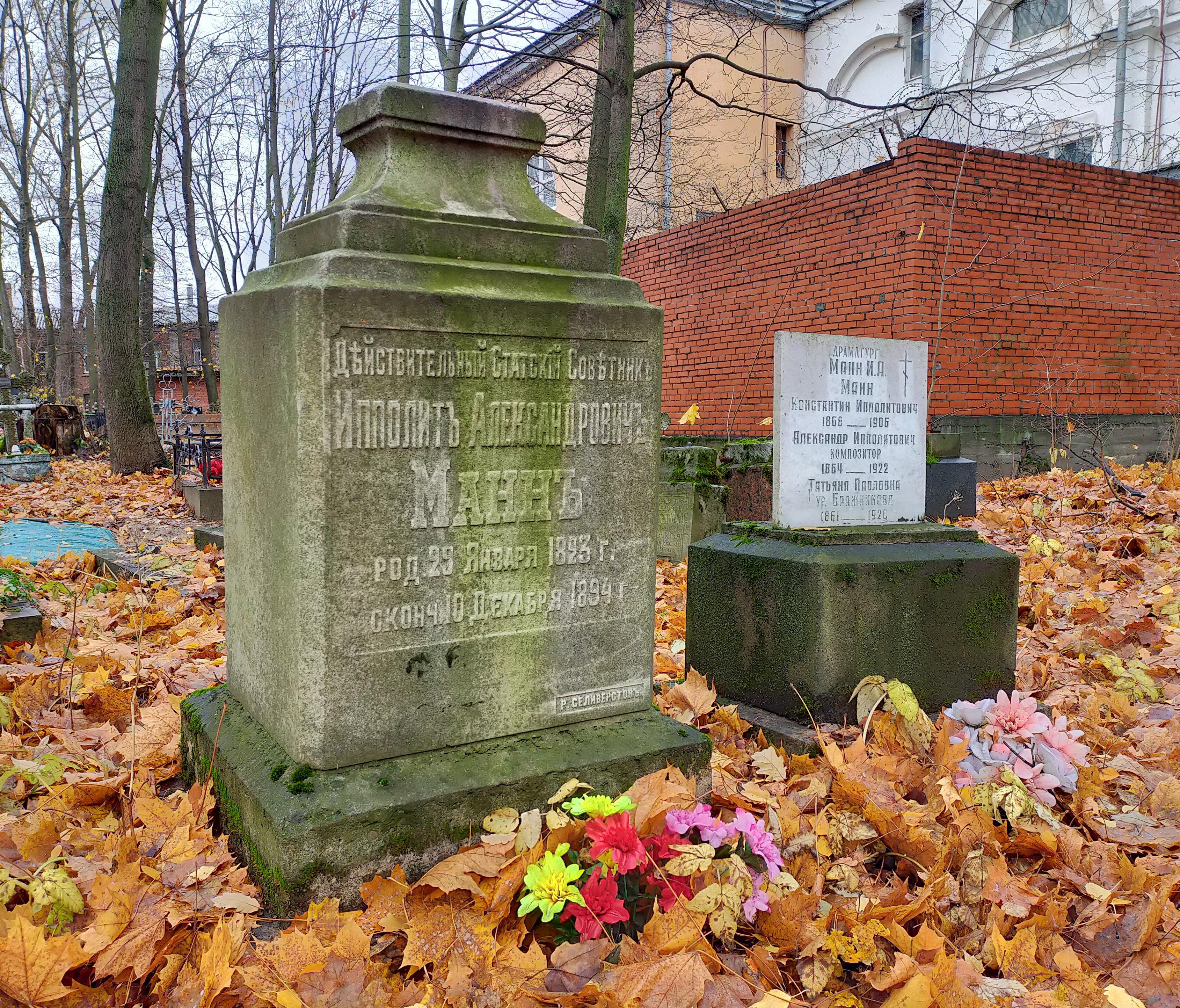
Семейное захоронение Манн, Волковское православное кладбище

Ипполит Александрович Манн (1823, Владимир — 1894, Санкт-Петербург) — русский драматург, театральный и музыкальный критик.

## Биография
Родился 29 января (10 февраля) 1823 года во Владимире, в семье винного пристава Александра Христиановича Манна (?—1836), среди детей которого известность получили также сын Константин Александрович (1830—1882) — тайный советник, писатель и меценат; а также сестра Александра, в замужестве Бражникова (1827—1881) — пианистка.
Воспитывался дома под руководством преподавателя Владимирской духовной семинарии Н. П. Левицкого. После переезда семьи в Москву в 1834 году учился в 1-й московской гимназии. В 1845 году Манн окончил Императорский Московский университет со званием кандидата-эмминента филологических наук и 16 декабря 1846 года поступил на службу в Инспекторский департамент гражданского ведомства, где до 1859 года состоял начальником архива. В 1859—1869 годах был в отставке. Затем поступил на службу в Государственную канцелярию, где занял должность помощника статс-секретаря Государственного совета. Впоследствии исполнял обязанности статс-секретаря. Был произведён 1 января 1873 года в чин действительного статского советника; в 1878 году получил орден Св. Станислава 1-й степени. В 1890 году оставил службу
Литературную деятельность Манн начал в конце 1840-х годов, когда стал размещать в газете «Санкт-Петербургские ведомости» статьи, заметки и рецензии о музыке, книгах и спектаклях. В 50-х — 60-х статьи и фельетоны Манна публиковались во многих периодических изданиях. С середины 60-х годов Манн становится известен как драматург своими сатирическими комедиями, бичующими нравы общества. С большим успехом на сцене Малого театра шли такие пьесы Манна, как «Паутина» (1865), высмеивающая бомонд провинциального города с его сплетнями и интригами, «Говоруны» (СПб., 1868), показывающая административные кружки 60-х годов, «Общее благо» (1869), изображающая губернского начальника — лицемера и казнокрада. Меньшим успехом пользовались поздние пьесы Манна: «Прелестная незнакомка» (М., 1877), «Семья Жирцовых» (М., 1879), «Наши пятницы» (М., 1881). Комедия «Прямой расчет» так и не была поставлена на сцене.
С 1857 года Манн состоял почётным членом Конференции Санкт-Петербургского Императорского театрального училища и, вместе с тем до 1883 года членом (а затем — помощником председателя) Театрально-литературного комитета.
Обладая необычайно разносторонними интересами, Манн не ограничивал свою деятельность служебными и литературными трудами. Он был одним из старейших членов Русского географического общества, избравшего его в 1849 году своим действительным членом. Долгое время он также был секретарём Санкт-Петербургского биржевого комитета и состоял членом правлений: Русского общества механических и горных заводов, обществ — Привислинской, Моршанско-Сызранской и Балтийской железных дорог и Санкт-Петербургского частного коммерческого банка.
Скончался после продолжительной и мучительной болезни 10 (22) декабря 1894 года. Похоронен на Волковском православном кладбище.

## Семья
Был женат на Надежде Анатольевне Миклашевской
- Сын — Манн, Александр Ипполитович (1864—1922) — филолог, переводчик и композитор
- Сын — Манн, Константин Ипполитович (15.05.1868—18.11.1906) — чиновник Министерства внутренних дел; похоронен вместе с отцом на Волковском кладбище.

На воспитание детей с 1877 года получал в течение восьми лет по 1000 рублей.